# Ѳ
Ѳ (fita) – litera wczesnej cyrylicy wzorowana na greckiej Θ (theta).
W systemie liczbowym cyrylicy ma wartość 9.

## Kodowanie
| Znak                   | Ѳ                            | Ѳ                            | ѳ                          | ѳ                          |
| ---------------------- | ---------------------------- | ---------------------------- | -------------------------- | -------------------------- |
| Nazwa w Unikodzie      | cyrillic capital letter fita | cyrillic capital letter fita | cyrillic small letter fita | cyrillic small letter fita |
| Kodowanie              | dziesiątkowo                 | szesnastkowo                 | dziesiątkowo               | szesnastkowo               |
| Unicode                | 1138                         | U+0472                       | 1139                       | U+0473                     |
| UTF-8                  | 209 178                      | d1 b2                        | 209 179                    | d1 b3                      |
| Odwołania znakowe SGML | &#1138;                      | &#x0472;                     | &#1139;                    | &#x0473;                   |